# Ngoulemakong (Atok)
Pour les articles homonymes, voir Ngoulemakong (homonymie).
Ngoulemakong est un village du Cameroun situé dans le département du Haut-Nyong de la région de l'Est, précisément au niveau de la commune d'Atok de l'arrondissement Bebend.

## Population
En 2005, le village comptait 240 habitants, dont 115 sont des hommes et 125 des femmes.